# Louis de Coëffard de Mazerolles
Louis-André de Coëffard de Mazerolles  est un sculpteur français né à Arveyres le 24 octobre 1818 et mort à Bordeaux le 16 mai 1887.

## Biographie
Louis-André de Coëffard de Mazerolles est issu d'une ancienne famille aristocratique, fils de François Joseph Auguste Coëffard de Mazereolles (né en 1792) et de Marie Léone Fleuret, mariés le 24 janvier 1818. Après de bonnes études au collège de Pons, il entre vers 1843 dans l'atelier du sculpteur Dominique Fortuné Maggesi (1807-1892) établi à Bordeaux en 1829.
Il mène son activité de sculpteur dès 1845 à Bordeaux, où sa carrière s'est entièrement écoulée. Il y réalise plusieurs sculptures pour décorer les places et les édifices de la ville.
Il est le lauréat de la Société philomathique de Bordeaux en 1844 et 1859.
Il est membre de la Société des amis des arts de Bordeaux et expose chaque année dans ses Salons, à partir de la première exposition, en 1851, avec un modèle en plâtre de Notre Dame des douleurs.
Louis de Coëffard est membre de l'Académie nationale des sciences, belles-lettres et arts de Bordeaux à partir de 1878, dont il a été le lauréat en 1864 et 1867.
Il reçoit la médaille de vermeil à l'Exposition de La Rochelle en 1883.
Il forme plusieurs sculpteurs de Bordeaux, dont Edmond Prévot (1838-1892).

## Œuvres
- Bordeaux :
  - église Saint-Michel, contreforts du clocher : Statue du pape Paul II.
  - Grand Théâtre, colonnade : Euterpe, statue.
  - Institution nationale des sourdes-muettes : Statue de l'abbé de l'Épée.
  - musée d'Aquitaine, façade : Les Lettres, vers 1886, bas-relief en pierre, où figurent un sphinx, Moïse, Homère, Horace, Eschyle et Dante.
  - musée des Beaux-Arts :
    - Buste de François-Lucie Doucet, attribution[3],[4] ;
    - Buste de de Pierre Lacour fils, attribution[3],[5].

  - palais de la Bourse :
    - Union de la Méditerranée et de l'Océan, façade nord ;
    - Buste de Frédéric Bastiat.

  - place Charles-Gruet, fontaine : Nymphe, 1865, statue en pierre.
  - séminaire Saint-Joseph, chapelle : Statue du vénérable abbé Lacombe, supérieur du séminaire de Bordeaux.
- Périgueux, musée d'Art et d'Archéologie du Périgord : Buste de Félix de Verneilh, marbre.
- Talence : Chemin de croix.

Œuvres de Louis-André de Coëffard de Mazerolles
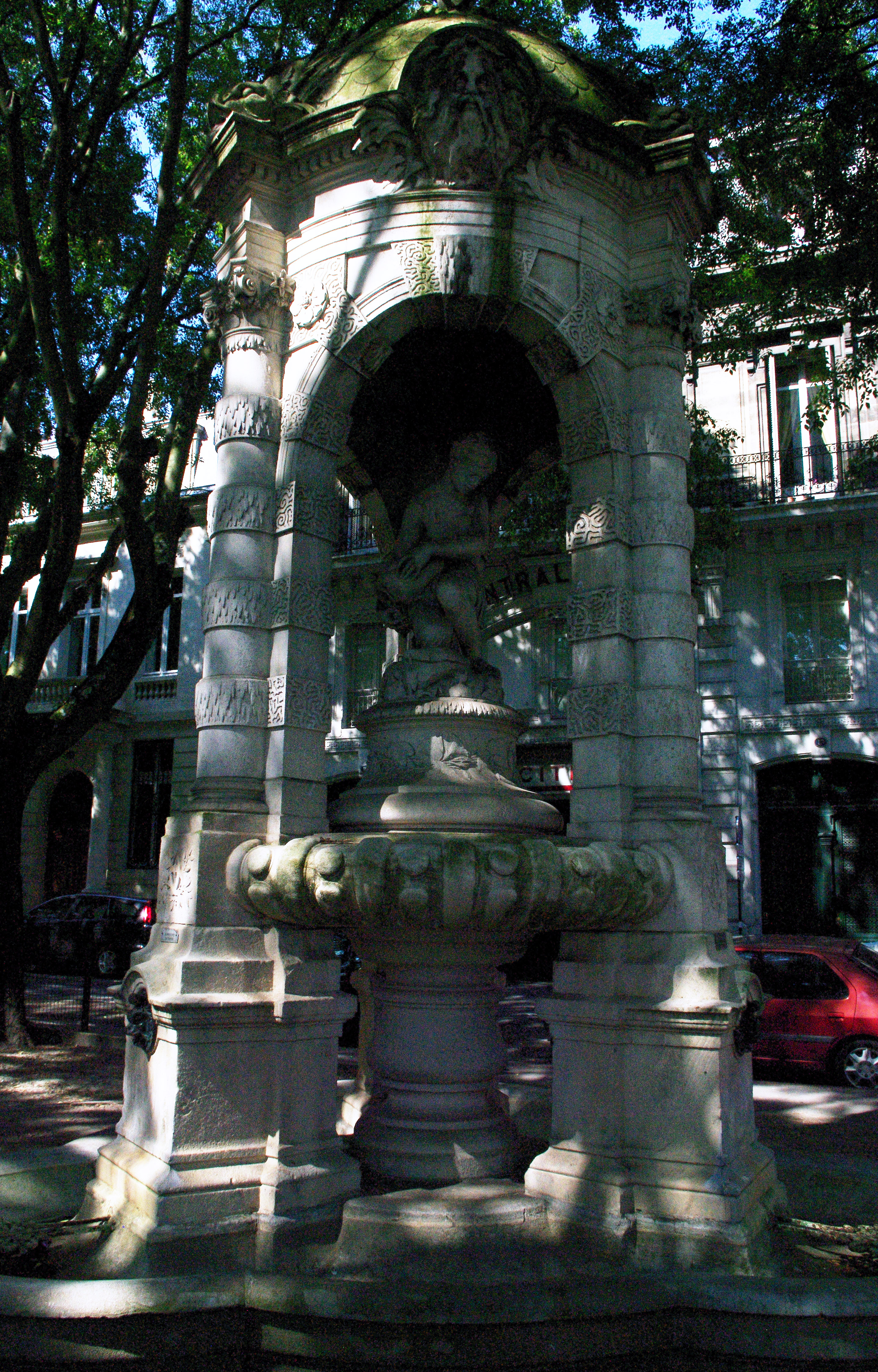
Nymphe (1865), Bordeaux, fontaine de la place Charles-Gruet.
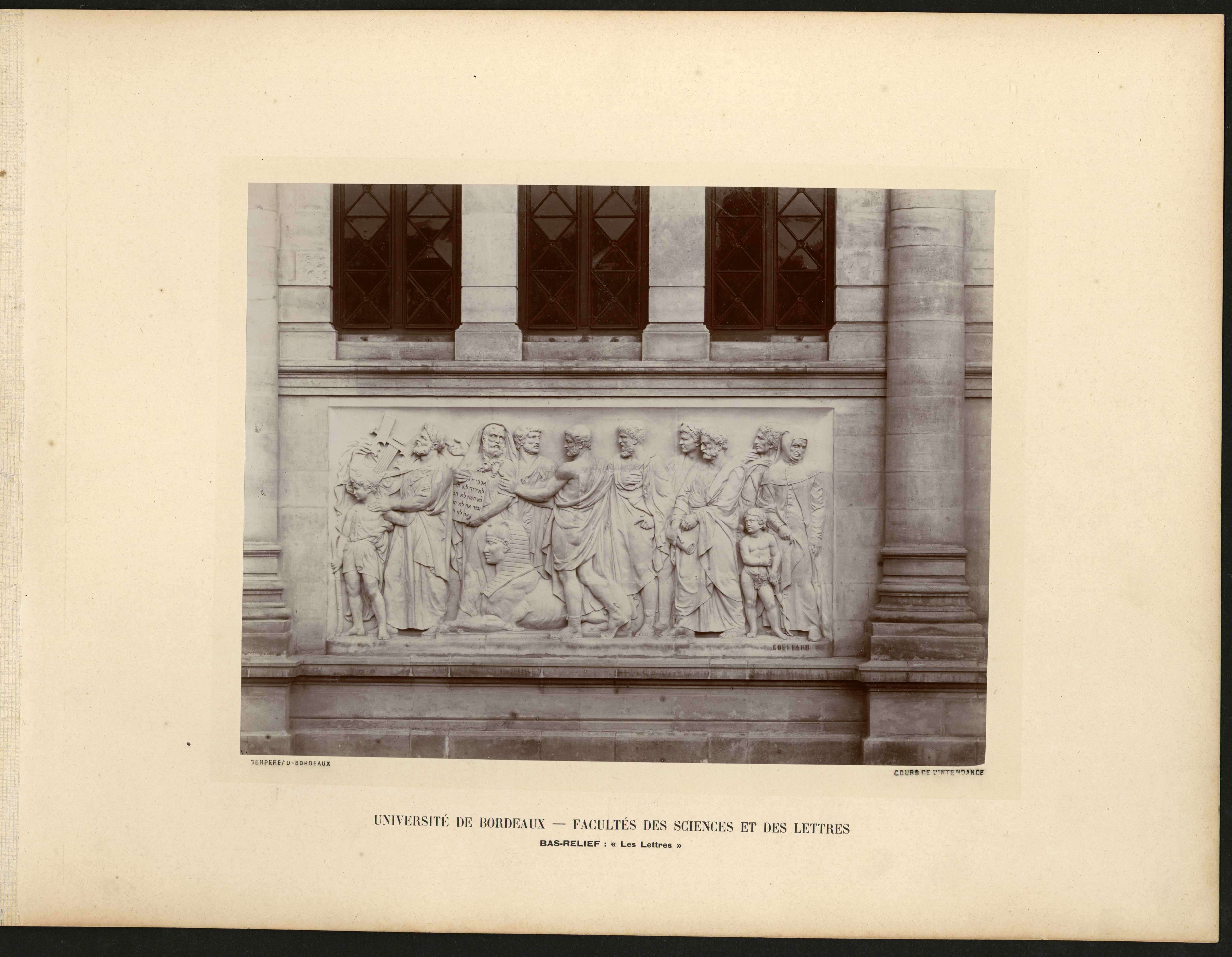
Les Lettres (vers 1886), bas-relief, Bordeaux, façade du musée d'Aquitaine (anciennement université de Bordeaux, faculté des sciences et des lettres). Photographie d'Alphonse Terpereau.
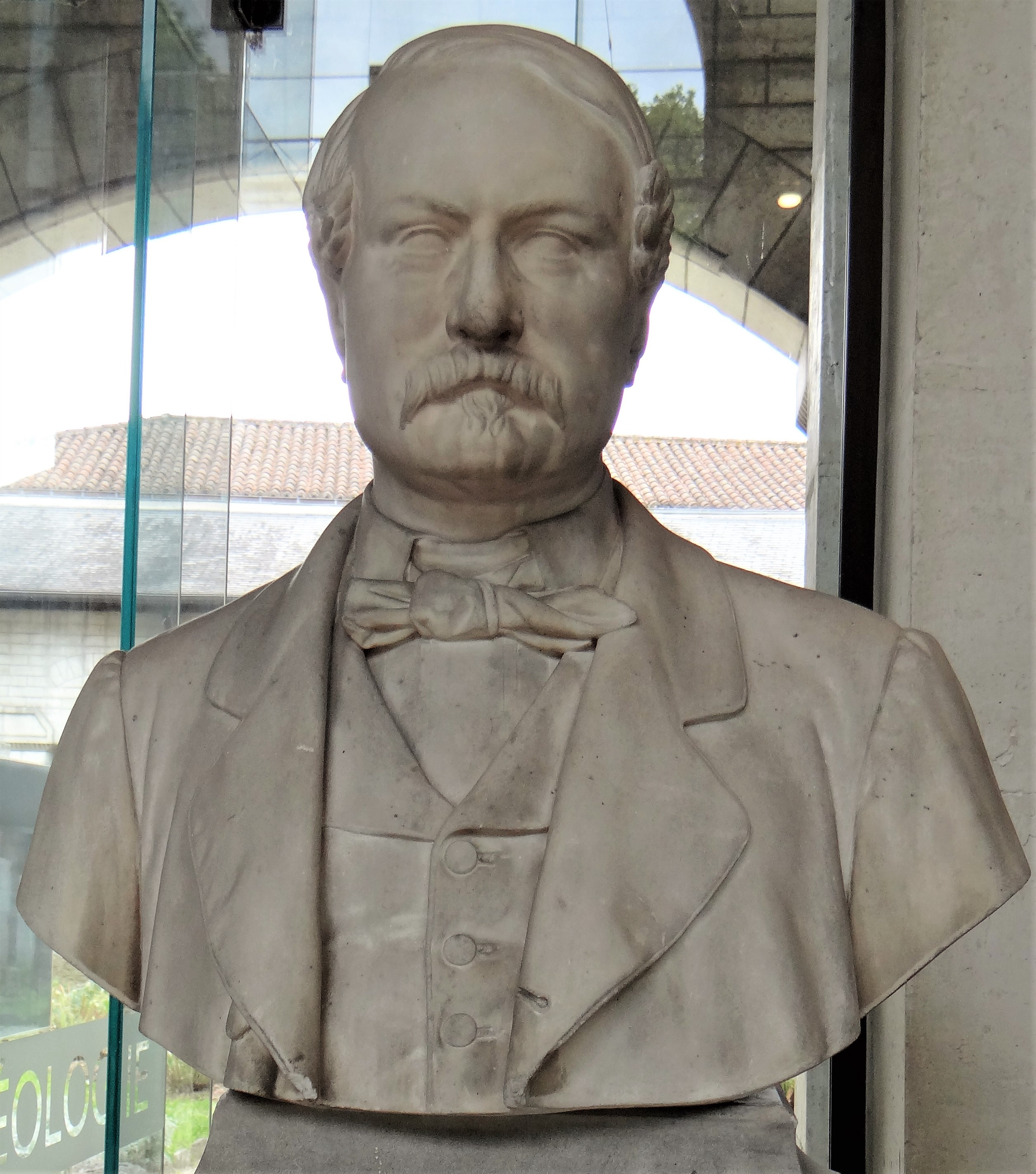
Buste de Félix de Verneilh, Périgueux, musée d'Art et d'Archéologie du Périgord.

## Distinctions
- Officier d'académie (1886).